# Rudolf Furtmüller
Rudolf Furtmüller (2. května 1837 Vídeň – 11. června 1911 Stockerau) byl rakouský politik německé národnosti, v 2. polovině 19. století poslanec Říšské rady a starosta Stockerau.

## Biografie
Působil jako majitel nemovitostí a poštmistr ve Stockerau.
V mládí přišel o matku. Základní školu navštěvoval ve Vídni a v Českých Budějovicích. Pak studoval na vyšší reálné škole a roku 1855 dobrovolně nastoupil do armády, k 4. regimentu polní artilérie. V roce 1859 byl povýšen na podporučíka. Z armády vystoupil 24. října 1860. Následně převzal poštovský úřad v Stockerau. 19. srpna 1861 mu císař udělil privilegium erbovního poštmistra. Téhož roku se oženil s Franziskou Öttl. Byl aktivní i veřejně a politicky. Zvolen byl do obecní rady a od srpna 1870 do 3. ledna 1891 vykonával úřad starosty Stockerau. Jako starosta musel zvládnout ekonomické dopady odchodu vojenské posádky z města a regulace Dunaje, při níž se koryto řeky a s ním související lodní přeprava vzdálila od Stockerau. V roce 1884 se ve městě konala úspěšná zemědělsko-živnostenská výstava. Došlo k rozvoji průmyslu, k založení živnostenské odborné školy a výstavbě nové budovy dívčí školy. V roce 1871 byla otevřena veřejná nemocnice, roku 1874 provedena přístavba radnice a roku 1888 otevřena plynárna. V lednu 1891 z funkce starosty odstoupil a město mu tehdy udělilo čestné občanství. V červnu 1896 získal Řád Františka Josefa.
V letech 1871–1890 rovněž zasedal jako poslanec Dolnorakouského zemského sněmu. Na sněmu byl členem stavebního a správního výboru.
Byl také poslancem Říšské rady (celostátního parlamentu Předlitavska), kam nastoupil v prvních přímých volbách roku 1873 za kurii městskou v Dolních Rakousích, obvod Korneuburg, Stockerau, Zistersdorf. Do parlamentu se vrátil ve volbách roku 1885, nyní za kurii venkovských obcí, obvod Korneuburg, Ober-Hollabrunn atd. V roce 1873 se uvádí jako Rudolf Furtmüller, majitel nemovitostí a c. k. poštmistr, bytem Stockerau.
V roce 1873 do parlamentu nastupoval za blok ústavověrných (tzv. Ústavní strana, centralisticky a provídeňsky orientovaná), v jehož rámci představoval mladoněmecké křídlo. V roce 1878 zasedal v mladoněmeckém poslaneckém Klubu pokroku. Po volbách roku 1885 patřil do klubu Sjednocené levice, do kterého se spojilo několik ústavověrných proudů německých liberálů. Po rozpadu Sjednocené levice přešel do frakce Německý klub. V roce 1890 se uvádí jako poslanec obnoveného klubu německých liberálů, nyní oficiálně nazývaného Sjednocená německá levice.
V červenci 1895 odešel z poštmistrovské funkce na penzi. Zemřel v červnu 1911.